# Ружевич, Юлия
Юлия Ружевич (пол. Julia Różewicz, род. 1982, Вроцлав) — польская переводчица чешской литературы, издательница.
Окончила факультет богемистики во Вроцлавском университете. С 2010 года руководит издательством «Afera», специализирующимся на новейшей чешской литературе.
Она переводит прозу, криминальные рассказы, детскую литературу, научно-популярную литературу, экономические издания и сценарии фильмов, в том числе таких авторов как: Ян Балабан, Роман Цилек, Эмиль Хакл, Петра Гулова, Вацлав Клаус, Ива Прохазкова, Петра Соукупова, Петр Шабах, Павел Шрут, Катержина Тучкова. Лауреат премии «Литература в мире» 2013 в номинации «Новое лицо». Номинирована на Литературную премию Гдыни 2018 в категории: перевод на польский язык книги Петры Гуловой «Мачеха».
Она дочь философа и театроведа доктора Малгожаты Ружевич и Яна Ружевича и внучка поэта Тадеуша Ружевича .